# België op het wereldkampioenschap voetbal 2002
België was een van de deelnemende landen op het wereldkampioenschap voetbal 2002 in Japan en Zuid-Korea. Het was de elfde deelname voor het land. Robert Waseige nam als bondscoach voor het eerst deel aan het WK. België werd in de tweede ronde van het toernooi uitgeschakeld door Brazilië, dat uiteindelijk ook wereldkampioen werd. Aanvoerder Marc Wilmots gaf er na het toernooi de brui aan. Het zou 12 jaar duren vooraleer de Rode Duivels opnieuw zouden deelnemen aan een landentornooi, tevens met Wilmots als bondscoach.

## Kwalificatie
België begon op 2 september 2000 in groep 6 aan de kwalificatie voor het wereldkampioenschap. De Duivels raakten toen niet voorbij Kroatië, de latere groepswinnaar, het werd 0-0. Maar België verloor de aansluiting met de top niet. De twee volgende interlands werden makkelijk gewonnen. In Letland waren vier spelers trefzeker, België won makkelijk met 0-4. Nadien blikten de Rode Duivels het bescheiden San Marino in. Het werd 10-1 na onder meer een hattrick van invaller Bob Peeters. Het is bovendien de grootste zege ooit van de nationale ploeg.
Tegen Schotland sleepte België op het nippertje nog een punt uit de brand. De Schotten kwamen al na enkele minuten 1-0 voor. Zo'n 25 minuten later veroorzaakte Eric Deflandre ook nog eens een strafschop. De rechtsachter kreeg een rode kaart en zag hoe de Schotten verder uitliepen. Uiteindelijk werd het nog 2-2 na een goal van Wilmots en een late treffer van Daniel Van Buyten. Vervolgens pakten de Duivels tegen zowel Letland als San Marino de volle buit.
Nadien nam België het opnieuw op tegen Schotland. Het team van Waseige slikte ditmaal geen tegen doelpunten. Het werd 2-0 na goals van Nico Van Kerckhoven en Bart Goor. Op de laatste speeldag stond Kroatië op het programma. De Belgen stonden aan de leiding en hadden genoeg aan een punt om door te stoten naar het WK. Het bleef lang 0-0 tot de ervaren Alen Bokšić de score opende voor Kroatië. België scoorde niet meer tegen, waardoor het verplicht werd barragewedstrijden te spelen.
Tegenstander was Tsjechië, dat tweede werd in groep 3. België had in april 2001 nog tegen Tsjechië geoefend. Het werd toen 1-1. Voor de heenwedstrijd van de barrages kon België geen beroep doen op kapitein Wilmots. Gert Verheyen kreeg daardoor de aanvoerdersband en bedankte voor het vertrouwen door het enige doelpunt van de wedstrijd te scoren. Ook in de terugwedstrijd speelde hij een belangrijke rol. Verheyen versierde in het slot van de wedstrijd een strafschop die door Wilmots werd omgezet. De Tsjechen konden hun frustratie niet verbergen en zowel Pavel Nedvěd als Milan Baroš pakte nog een rode kaart.

### Kwalificatieduels
| 2 september 2000 | België     | 0 - 0  | Kroatië    |
| 7 oktober 2000   | Letland    | 0 - 4  | België     |
| 28 februari 2001 | België     | 10 - 1 | San Marino |
| 24 maart 2001    | Schotland  | 2 - 2  | België     |
| 2 juni 2001      | België     | 3 - 1  | Letland    |
| 6 juni 2001      | San Marino | 1 - 4  | België     |
| 5 september 2001 | België     | 2 - 0  | Schotland  |
| 6 oktober 2001   | Kroatië    | 1 - 0  | België     |

### Barrageduels
| 10 november 2001 | België   | 1 - 0 | Tsjechië |
| 14 november 2001 | Tsjechië | 0 - 1 | België   |

### Eindstand
| Nr | Land       | Wed | W | G | V | DV | DT | Ptn |
| -- | ---------- | --- | - | - | - | -- | -- | --- |
| 1  | Kroatië    | 8   | 5 | 3 | 0 | 15 | 2  | 18  |
| 2  | België     | 8   | 5 | 2 | 1 | 25 | 6  | 17  |
| 3  | Schotland  | 8   | 4 | 3 | 1 | 12 | 6  | 15  |
| 4  | Letland    | 8   | 1 | 1 | 6 | 5  | 16 | 4   |
| 5  | San Marino | 8   | 0 | 1 | 7 | 3  | 30 | 1   |

## Het wereldkampioenschap
Op 1 december 2001 werd er geloot voor het WK. België werd ondergebracht in pot B, samen met onder meer Engeland en Portugal. De Rode Duivels belandden uiteindelijk groep H, samen met gastland Japan, Rusland en Tunesië.
Op 16 mei 2002 kondigde bondscoach Robert Waseige zijn selectie aan. Michaël Goossens, Marc Hendrikx, Joris Van Hout en Stefaan Tanghe vielen op het laatste moment af. Marc Degryse kwam volgens de bondscoach enkel in aanmerking bij een blessure van Wilmots.
De sfeer rond de nationale ploeg was grimmig. Een deel van de spelersgroep en de voltallige Belgische pers leefden in onmin met de bondscoach. Bijna dagelijks doken er nieuwe conflicten op. Eerst laste de nationale ploeg een persstop in, later kwamen de journalisten zelf niet meer opdagen. Waseige stoorde zich bovendien ook aan enkele van zijn eigen spelers, zoals Eric Deflandre en toenmalig Gouden Schoen Wesley Sonck. Desondanks slaagde België erin om zich te plaatsen voor de tweede ronde. Wilmots, die zijn coach door dik en dun steunde, scoorde in elke wedstrijd van de groepsfase. De Duivels werden tweede na Japan en mochten het in de 1/8 finale opnemen tegen topfavoriet Brazilië. De Belgen speelden uitstekend en opnieuw was het Wilmots die de netten deed trillen. Het kopbaldoelpunt van de aanvoerder werd door scheidsrechter Peter Prendergast onterecht afgekeurd. De Duivels waren furieus, ze begrepen de beslissing van Prendergast niet en voelden zich bekocht. Het werd 2-0 voor Brazilië, dat uiteindelijk ook wereldkampioen werd.

## Uitrustingen
Sportmerk: Nike
| Thuis | Uit | Doelman | Doelman |

### Technische staf
| Naam                | Functie           |
| ------------------- | ----------------- |
| Technische staf     |                   |
| Robert Waseige      | Bondscoach        |
| Vince Briganti      | Assistent-trainer |
| Jacky Munaron       | Keeperstrainer    |
| Michel Bertinchamps | Conditietrainer   |
| André Van Maldeghem | Scout             |

### Selectie
| No. | Naam                   | Wedstr. |   |   |   |   |   | Club                |
| --- | ---------------------- | ------- | - | - | - | - | - | ------------------- |
| 1   | Geert De Vlieger       | 4       | 0 | 0 | 0 | 0 | 0 | Willem II           |
| 2   | Eric Deflandre         | 1       | 0 | 0 | 0 | 0 | 0 | Olympique Lyon      |
| 3   | Glen De Boeck          | 2       | 0 | 0 | 0 | 0 | 1 | RSC Anderlecht      |
| 4   | Eric Van Meir          | 1       | 0 | 1 | 0 | 1 | 0 | Standard Luik       |
| 5   | Nico Van Kerckhoven    | 2       | 0 | 0 | 0 | 0 | 0 | FC Schalke 04       |
| 6   | Timmy Simons           | 4       | 0 | 0 | 0 | 1 | 1 | Club Brugge         |
| 7   | Marc Wilmots           | 4       | 3 | 0 | 0 | 0 | 0 | FC Schalke 04       |
| 8   | Bart Goor              | 4       | 0 | 0 | 0 | 0 | 0 | Hertha BSC          |
| 9   | Wesley Sonck           | 4       | 1 | 0 | 0 | 4 | 0 | KRC Genk            |
| 10  | Johan Walem            | 3       | 1 | 0 | 0 | 0 | 1 | Standard Luik       |
| 11  | Gert Verheyen          | 4       | 0 | 1 | 0 | 0 | 3 | Club Brugge         |
| 12  | Peter Van der Heyden   | 2       | 1 | 1 | 0 | 0 | 0 | Club Brugge         |
| 13  | Franky Vandendriessche | 0       | 0 | 0 | 0 | 0 | 0 | Excelsior Moeskroen |
| 14  | Sven Vermant           | 1       | 0 | 0 | 0 | 1 | 0 | FC Schalke 04       |
| 15  | Jacky Peeters          | 3       | 0 | 0 | 0 | 0 | 1 | AA Gent             |
| 16  | Daniel Van Buyten      | 4       | 0 | 1 | 0 | 0 | 0 | Olympique Marseille |
| 17  | Gaëtan Englebert       | 0       | 0 | 0 | 0 | 0 | 0 | Club Brugge         |
| 18  | Yves Vanderhaeghe      | 4       | 0 | 2 | 0 | 0 | 0 | RSC Anderlecht      |
| 19  | Bernd Thijs            | 0       | 0 | 0 | 0 | 0 | 0 | KRC Genk            |
| 20  | Branko Strupar         | 2       | 0 | 0 | 0 | 1 | 1 | Derby County        |
| 21  | Danny Boffin           | 0       | 0 | 0 | 0 | 0 | 0 | STVV                |
| 22  | Mbo Mpenza             | 3       | 0 | 0 | 0 | 1 | 1 | Excelsior Moeskroen |
| 23  | Frédéric Herpoel       | 0       | 0 | 0 | 0 | 0 | 0 | AA Gent             |

### Wedstrijden

#### Poulefase
|                         |                        |       |                                |                                                                                          |
| 4 juni 2002 18:00 UTC+9 | Japan                  | 2 – 2 | België                         | Saitamastadion, Saitama Toeschouwers: 55.256 Scheidsrechter: William Mattus (Costa Rica) |
| 4 juni 2002 18:00 UTC+9 | Suzuki 59' Inamoto 67' |       | 57' Wilmots 75' Van der Heyden | Saitamastadion, Saitama Toeschouwers: 55.256 Scheidsrechter: William Mattus (Costa Rica) |

| Japan | België |

| Japan:             |    |                    |     |
|                    |    |                    |     |
| GK                 | 12 | Seigo Narazaki     |     |
| CB                 | 3  | Naoki Matsuda      |     |
| CB                 | 4  | Ryuzo Morioka      | 71' |
| CB                 | 16 | Koji Nakata        |     |
| RM                 | 22 | Daisuke Ichikawa   |     |
| CM                 | 5  | Junichi Inamoto    | 54' |
| CM                 | 21 | Kazuyuki Toda      | 31' |
| AM                 | 7  | Hidetoshi Nakata   |     |
| LM                 | 18 | Shinji Ono         | 64' |
| CF                 | 11 | Takayuki Suzuki    | 68' |
| CF                 | 13 | Atsushi Yanagisawa |     |
| Invallers:         |    |                    |     |
| MF                 | 14 | Alessandro Santos  | 64' |
| MF                 | 8  | Hiroaki Morishima  | 68' |
| DF                 | 17 | Tsuneyasu Miyamoto | 71' |
| Coach:             |    |                    |     |
| Philippe Troussier |    |                    |     |

| België:        |    |                      |         |
|                |    |                      |         |
| GK             | 1  | Geert De Vlieger     |         |
| RB             | 15 | Jacky Peeters        |         |
| CB             | 16 | Daniel Van Buyten    |         |
| CB             | 4  | Eric Van Meir        | 82'     |
| LB             | 12 | Peter Van der Heyden | 21'     |
| RM             | 18 | Yves Vanderhaeghe    |         |
| CM             | 6  | Timmy Simons         |         |
| CM             | 10 | Johan Walem          | 68'     |
| LM             | 8  | Bart Goor            |         |
| RF             | 11 | Gert Verheyen        | 62' 83' |
| LF             | 7  | Marc Wilmots         |         |
| Invallers:     |    |                      |         |
| FW             | 9  | Wesley Sonck         | 68'     |
| FW             | 20 | Branko Strupar       | 83'     |
| Coach:         |    |                      |         |
| Robert Waseige |    |                      |         |

Man van de Match:
Junichi Inamoto
|                          |               |       |             |                                                                                |
| 10 juni 2002 18:00 UTC+9 | Tunesië       | 1 – 1 | België      | Ōitastadion, Oita Toeschouwers: 39.700 Scheidsrechter: Mark Shield (Australië) |
| 10 juni 2002 18:00 UTC+9 | Bouzaiene 17' |       | 13' Wilmots | Ōitastadion, Oita Toeschouwers: 39.700 Scheidsrechter: Mark Shield (Australië) |

| Tunesië | België |

| Tunesië:      |    |                  |         |
|               |    |                  |         |
| GK            | 1  | Ali Boumnijel    |         |
| RB            | 2  | Khaled Badra     |         |
| CB            | 6  | Hatem Trabelsi   | 68'     |
| CB            | 12 | Raouf Bouzaiene  |         |
| LB            | 15 | Radhi Jaïdi      |         |
| RM            | 8  | Hassen Gabsi     | 22' 67' |
| CM            | 10 | Kaies Ghodhbane  | 43'     |
| CM            | 18 | Selim Ben Achour |         |
| CM            | 13 | Riadh Bouazizi   |         |
| LM            | 21 | Mourad Melki     | 69' 88' |
| CF            | 5  | Ziad Jaziri      | 77'     |
| Invallers:    |    |                  |         |
| FW            | 11 | Adel Sellimi     | 67'     |
| FW            | 20 | Ali Zitouni      | 77'     |
| MF            | 3  | Zoubeir Baya     | 88'     |
| Coach:        |    |                  |         |
| Ammar Souayah |    |                  |         |

| België:        |    |                      |     |
|                |    |                      |     |
| GK             | 1  | Geert De Vlieger     |     |
| RB             | 2  | Eric Deflandre       |     |
| CB             | 16 | Daniel Van Buyten    | 40' |
| CB             | 3  | Glen De Boeck        |     |
| LB             | 12 | Peter Van der Heyden |     |
| RM             | 11 | Gert Verheyen        | 46' |
| CM             | 18 | Yves Vanderhaeghe    |     |
| CM             | 6  | Timmy Simons         | 74' |
| LM             | 8  | Bart Goor            |     |
| RF             | 20 | Branko Strupar       | 46' |
| LF             | 7  | Marc Wilmots         |     |
| Invallers:     |    |                      |     |
| FW             | 9  | Wesley Sonck         | 46' |
| MF             | 14 | Sven Vermant         | 46' |
| FW             | 22 | Mbo Mpenza           | 74' |
| Coach:         |    |                      |     |
| Robert Waseige |    |                      |     |

Man van de Match:
Raouf Bouzaiene
|                          |                                |       |                               |                                                                                               |
| 14 juni 2002 15:30 UTC+9 | België                         | 3 – 2 | Rusland                       | Shizuokastadion, Fukuroi Toeschouwers: 46.640 Scheidsrechter: Kim Milton Nielsen (Denemarken) |
| 14 juni 2002 15:30 UTC+9 | Walem 7' Sonck 78' Wilmots 82' |       | 52' Bjestsjastnik 88' Sytsjov | Shizuokastadion, Fukuroi Toeschouwers: 46.640 Scheidsrechter: Kim Milton Nielsen (Denemarken) |

| België | Rusland |

| België:        |    |                     |       |
|                |    |                     |       |
| GK             | 1  | Geert De Vlieger    |       |
| RB             | 15 | Jacky Peeters       |       |
| CB             | 16 | Daniel Van Buyten   |       |
| CB             | 3  | Glen De Boeck       | 90+2' |
| LB             | 5  | Nico Van Kerckhoven |       |
| RM             | 22 | Mbo Mpenza          | 70'   |
| CM             | 18 | Yves Vanderhaeghe   | 39'   |
| CM             | 10 | Johan Walem         |       |
| LM             | 8  | Bart Goor           |       |
| RF             | 11 | Gert Verheyen       | 78'   |
| LF             | 7  | Marc Wilmots        |       |
| Invallers:     |    |                     |       |
| FW             | 9  | Wesley Sonck        | 70'   |
| MF             | 6  | Timmy Simons        | 78'   |
| DF             | 4  | Eric Van Meir       | 90+2' |
| Coach:         |    |                     |       |
| Robert Waseige |    |                     |       |

| Rusland:       |    |                        |         |
|                |    |                        |         |
| GK             | 1  | Roeslan Nigmatoellin   |         |
| RB             | 5  | Andrei Solomatin       | 12'     |
| CB             | 3  | Joeri Nikiforov        | 43'     |
| CB             | 7  | Viktor Onopko          |         |
| LB             | 2  | Joeri Kovtoen          |         |
| RM             | 8  | Valeri Karpin          | 82'     |
| CM             | 4  | Aleksei Smertin        | 14' 34' |
| CM             | 9  | Jegor Titov            |         |
| LM             | 15 | Dmitri Alenitsjev      | 64'     |
| CF             | 11 | Vladimir Bjestsjastnik |         |
| CF             | 21 | Dmitri Chochlov        |         |
| Invallers:     |    |                        |         |
| FW             | 22 | Dmitri Sytsjov         | 34'     |
| DF             | 18 | Dmitri Sennikov        | 43' 84' |
| FW             | 16 | Aleksandr Kerzjakov    | 82'     |
| Coach:         |    |                        |         |
| Oleg Romantsev |    |                        |         |

Man van de Match:
Marc Wilmots

#### Tweede ronde
|                          |                         |       |        |                                                                                         |
| 17 juni 2002 20:30 UTC+9 | Brazilië                | 2 – 0 | België | Kobe Wingstadion, Kobe Toeschouwers: 40.440 Scheidsrechter: Peter Prendergast (Jamaica) |
| 17 juni 2002 20:30 UTC+9 | Rivaldo 67' Ronaldo 87' |       |        | Kobe Wingstadion, Kobe Toeschouwers: 40.440 Scheidsrechter: Peter Prendergast (Jamaica) |

| Brazilië | België |

| Brazilië:           |    |                |     |
|                     |    |                |     |
| GK                  | 1  | Marcos         |     |
| RB                  | 2  | Cafú           |     |
| CB                  | 3  | Lúcio          |     |
| CB                  | 4  | Roque Júnior   |     |
| LB                  | 6  | Roberto Carlos | 28' |
| DM                  | 5  | Edmílson       |     |
| DM                  | 8  | Gilberto Silva |     |
| AM                  | 19 | Juninho        | 57' |
| AM                  | 10 | Rivaldo        | 90' |
| AM                  | 11 | Ronaldinho     | 81' |
| CF                  | 9  | Ronaldo        |     |
| Invallers:          |    |                |     |
| MF                  | 7  | Ricardinho     | 90' |
| MF                  | 15 | Kléberson      | 81' |
| DF                  | 17 | Denílson       | 57' |
| Coach:              |    |                |     |
| Luiz Felipe Scolari |    |                |     |

| België:        |    |                     |     |
|                |    |                     |     |
| GK             | 1  | Geert De Vlieger    |     |
| RB             | 15 | Jacky Peeters       | 72' |
| CB             | 16 | Daniel Van Buyten   |     |
| CB             | 6  | Timmy Simons        |     |
| LB             | 5  | Nico Van Kerckhoven |     |
| RM             | 22 | Mbo Mpenza          |     |
| CM             | 18 | Yves Vanderhaeghe   | 24' |
| CM             | 10 | Johan Walem         |     |
| LM             | 8  | Bart Goor           |     |
| RF             | 11 | Gert Verheyen       |     |
| LF             | 7  | Marc Wilmots        |     |
| Invallers:     |    |                     |     |
| FW             | 9  | Wesley Sonck        | 72' |
| Coach:         |    |                     |     |
| Robert Waseige |    |                     |     |

Man van de Match:
Rivaldo
KBVB · A-internationals · Selecties · Statistieken · Bondscoaches · Belgisch vrouwenelftal · Olympisch elftal · België U21 · België U20 · België U19 · België U18 · België U17 · België U16 · Vrouwen U19 · Vrouwen U17
Albanië ·
Algerije ·
Andorra ·
Argentinië ·
Armenië ·
Australië ·
Azerbeidzjan ·
Bosnië en Herzegovina · 
Brazilië ·
Bulgarije ·
Burkina Faso ·
Canada ·
Chili ·
Colombia ·
Costa Rica ·
Cyprus ·
DDR ·
Denemarken ·
Duitsland ·
Egypte ·
El Salvador ·
Engeland ·
Estland ·
Faeröer ·
Finland ·
Frankrijk ·
Gabon ·
Gibraltar ·
Griekenland ·
Hongarije ·
Ierland ·
IJsland ·
Irak ·
Israël ·
Italië ·
Ivoorkust ·
Japan ·
Joegoslavië ·
Kazachstan ·
Kroatië · 
Letland ·
Litouwen ·
Luxemburg ·
Malta ·
Marokko ·
Mexico ·
Montenegro · 
Nederland ·
Noord-Ierland ·
Noord-Macedonië ·
Noorwegen ·
Oekraïne ·
Oostenrijk ·
Panama · 
Paraguay ·
Peru ·
Polen ·
Portugal ·
Qatar ·
Roemenië ·
Rusland ·
San Marino ·
Saoedi-Arabië ·
Schotland ·
Servië ·
Servië en Montenegro ·
Slovenië ·
Slowakije ·
Sovjet-Unie ·
Spanje ·
Tsjechië ·
Tsjecho-Slowakije ·
Tunesië · 
Turkije · 
Uruguay · 
Verenigde Staten · 
Wales · 
Wit-Rusland ·
Zambia · 
Zuid-Korea · 
Zweden · 
Zwitserland
Algerije (2014) ·
Argentinië (2014) · 
Brazilië (2018) · 
Canada (2022) · 
Denemarken (2021) · 
Engeland (2018, 1) · 
Engeland (2018, 2) · 
Finland (2021) · 
Frankrijk (1904) ·
Frankrijk (2018) · 
Ierland (2016) · 
Italië (2016) · 
Italië (2021) · 
Japan (2018) · 
Kroatië (2022) · 
Marokko (2022) · 
Nederland (1985) · 
Panama (2018) ·
Polen (1982) · 
Portugal (2021) · 
Rusland (2014) · 
Rusland (2021) · 
Sovjet-Unie (1982) · 
Tunesië (2018) · 
Verenigde Staten (2014) ·
West-Duitsland (1980) · 
Zuid-Korea (2014)